# 가토 아키토모
가토 아키토모(加藤明友)는 이와미 요시나가 번주, 오미 미나쿠치 번 초대 번주이다. 미나쿠치 번 가토 가문 제3대 당주. 무쓰 아이즈번 초대 번주 가토 요시아키의 서손이자 가토 아키나리의 서장자이다.
|  | 요시나가 번 번주 1643년 ~ 1682년 | 후임 폐번 |

|  | 제1대 미나쿠치 번 번주 (미나쿠치 가토 가문) 1682년 ~ 1683년 | 후임 가토 아키히데 |